# Lalo (Benin)
Lalo is een van de 77 gemeenten (communes) in Benin. De gemeente ligt in het departement Couffo en heeft een oppervlakte van 432 km². Lalo telt 119.926 inwoners (2013). De gemeente is onderverdeeld in elf arrondissementen:
- Adoukandji
- Ahodjinnako
- Ahomadégbé
- Banigbé
- Gnizounmè
- Hlassamè
- Lalo Centre
- Lokogba
- Tchito
- Tohou
- Zalli

De landbouw is de belangrijkste economische activiteit. De markt van Hlassamè is een belangrijke regionale markt voor landbouwproducten. Er zijn wegverbindingen naar Toffo en Agbangnizoun.
De Couffo stroomt door de gemeente. Op 26 juni 2024 overstroomde de rivier door zware regenval en werden 2482 woningen in Lalo beschadigd. Gewassen op 3.700 hectare landbouwgrond gingen verloren.

## Bevolking
In 2002 telde Lalo 79.685 inwoners. In 2013 waren dit 119.926 inwoners.
In 2002 vormden de Adja de grootste bevokingsgroep (64,5%). Verder wonen er groepen Lokpa, Dendi, Mahi, Fon, Yoruba en Tchi.
Een meerderheid van de bevoking hangt een inheemse godsdienst aan.
Opm: Bevolkingscijfers in duizendtallen
Bron: Lalo Commune in Benin; 1979-2013: volkstellingen
Bron: Institut National de la Statistique Benin; 2013: volkstelling

## Geboren
- Bernard Lani Davo, politicus
- Alèvi, muzikant

## Afbeeldingen

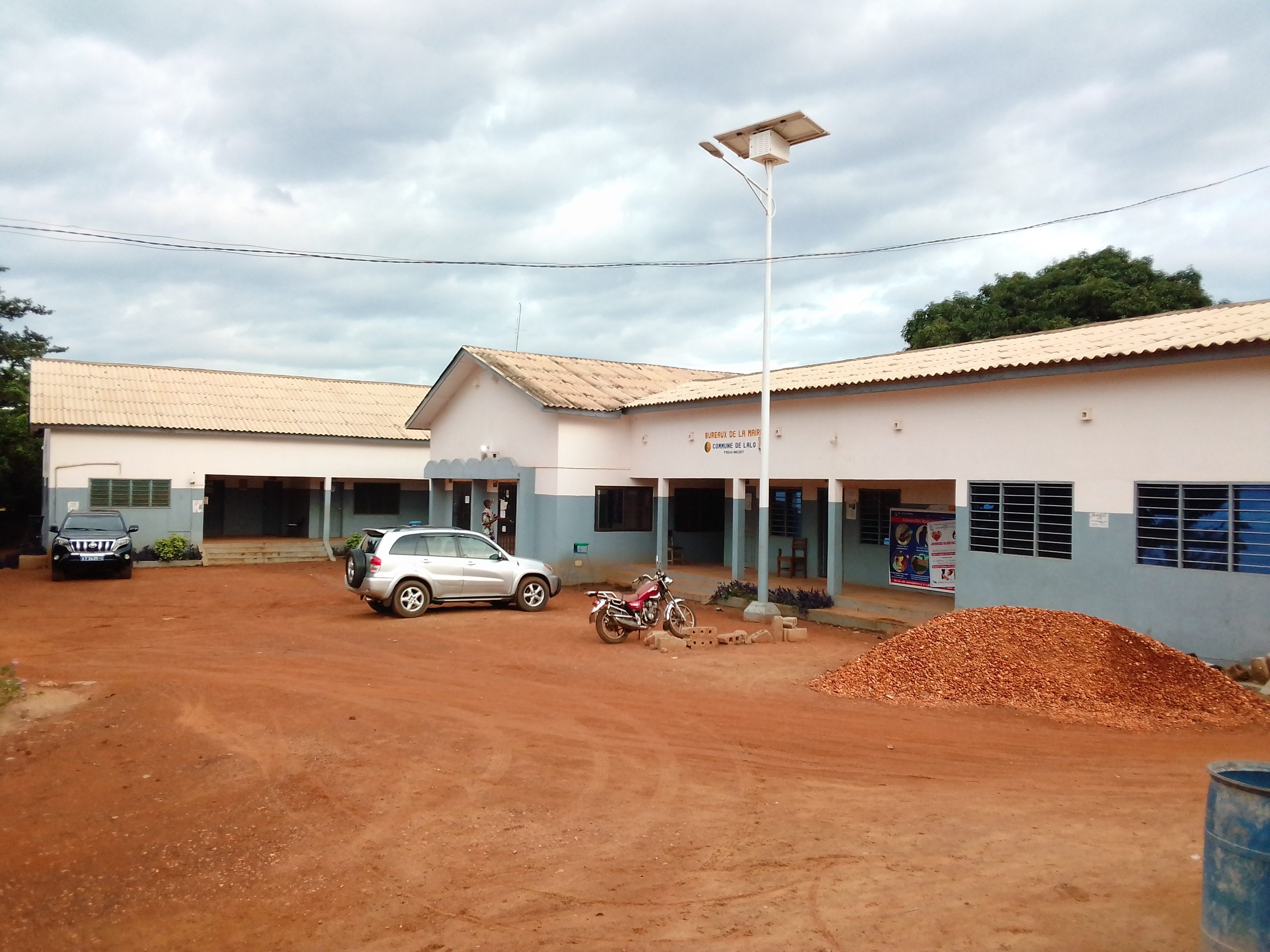
Gemeentehuis
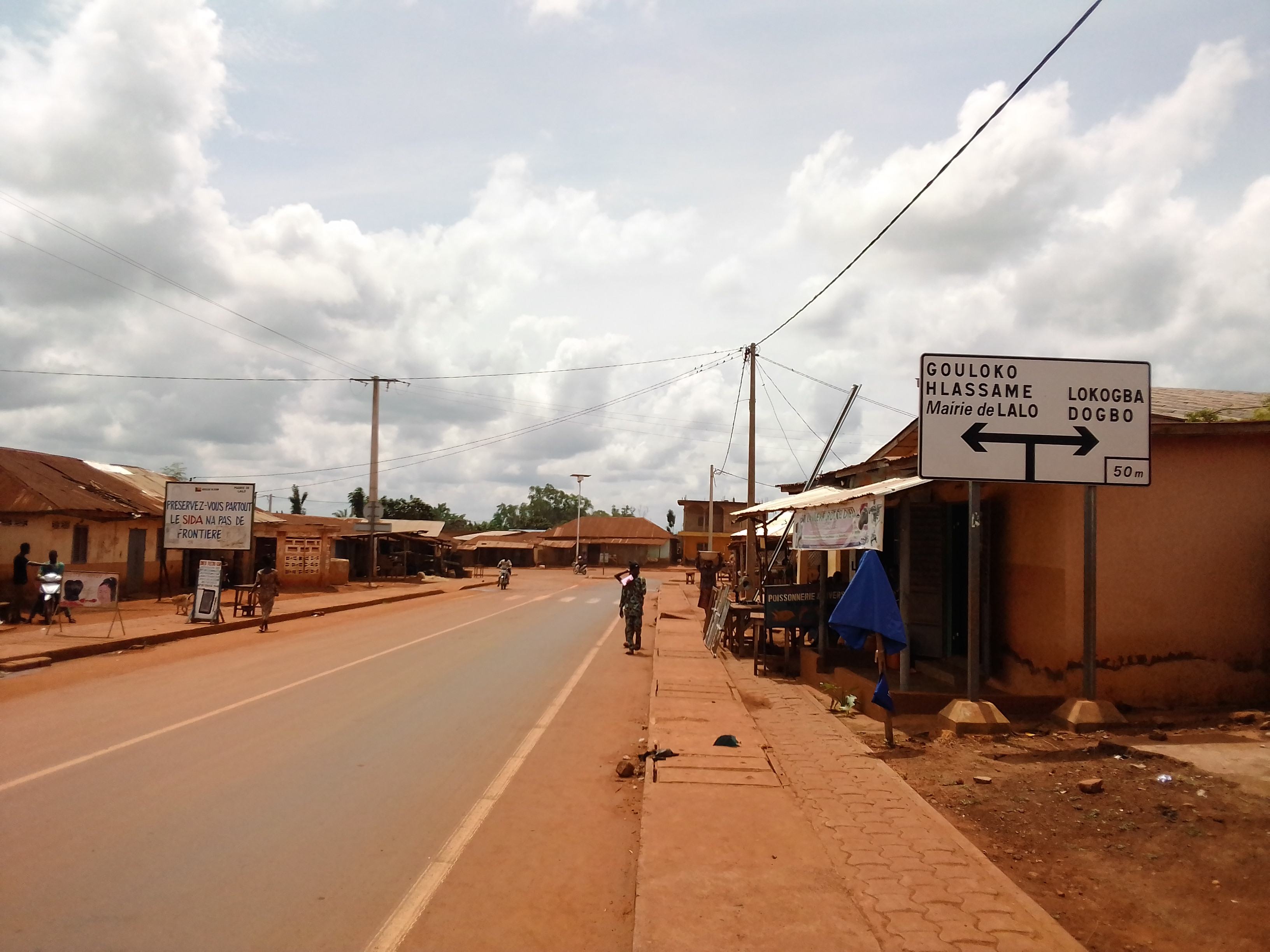
Asfaltweg
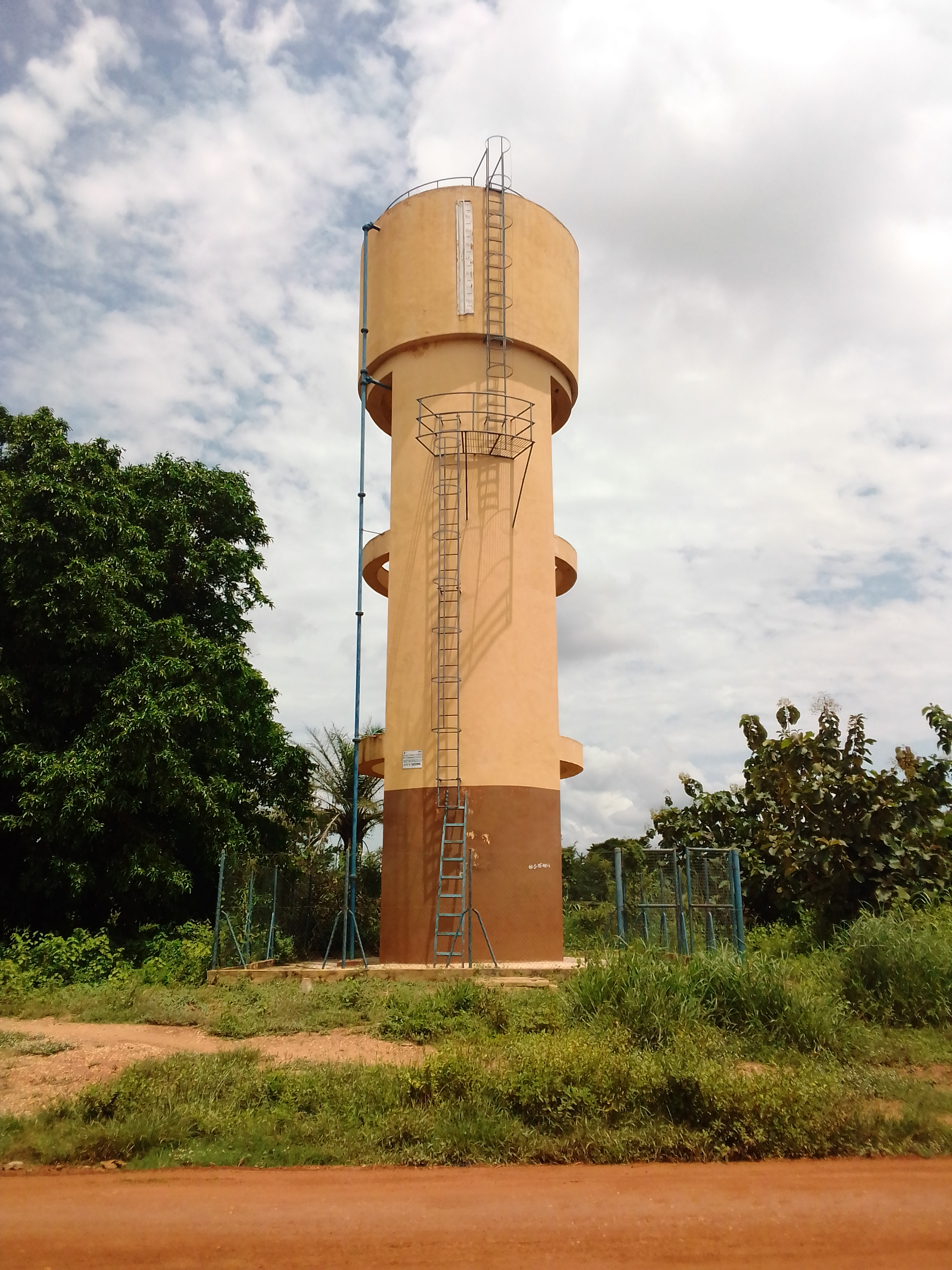
Watertoren van Gnizounmè
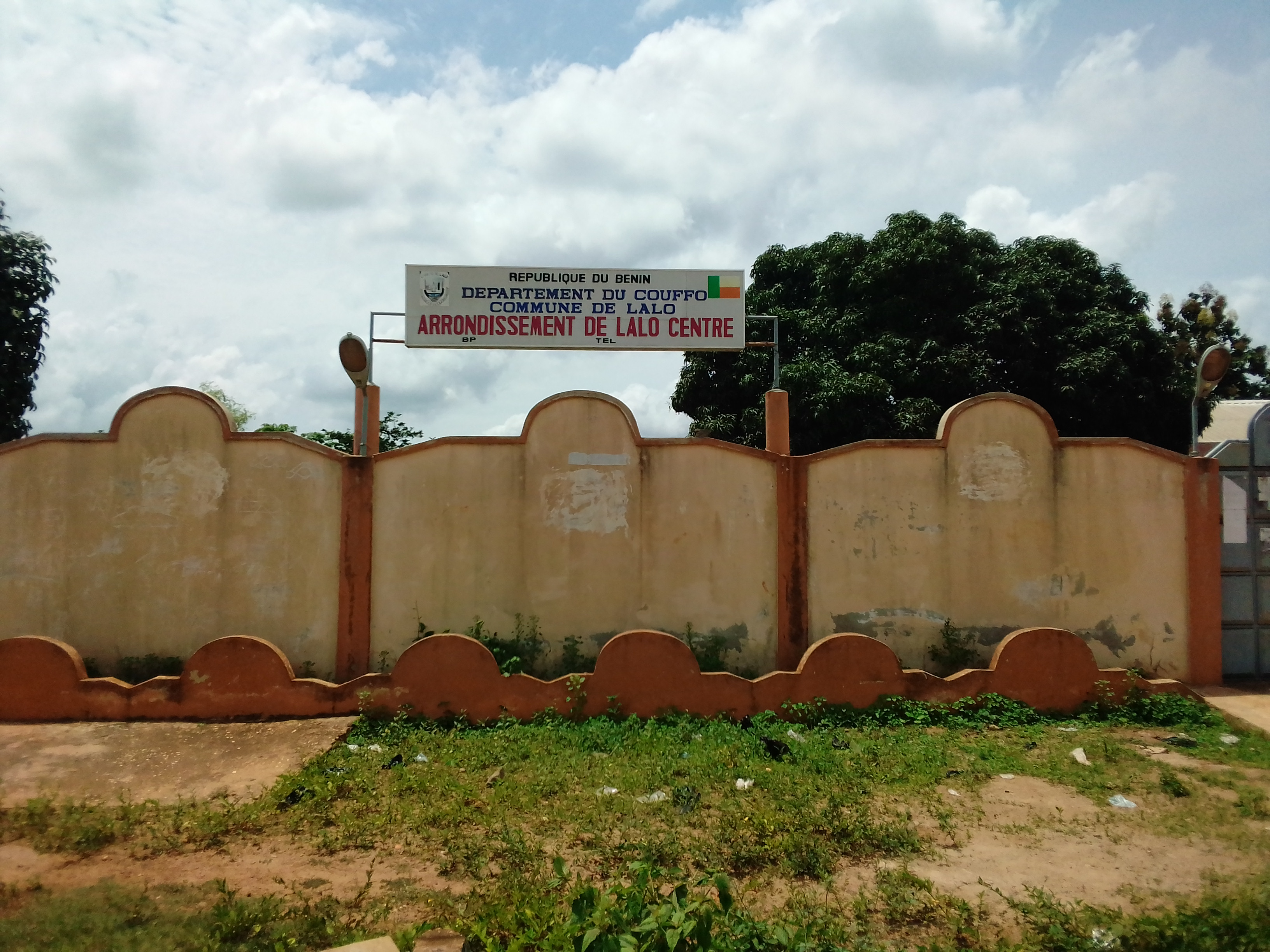
Arrondissementsgebouw Lalo Centre
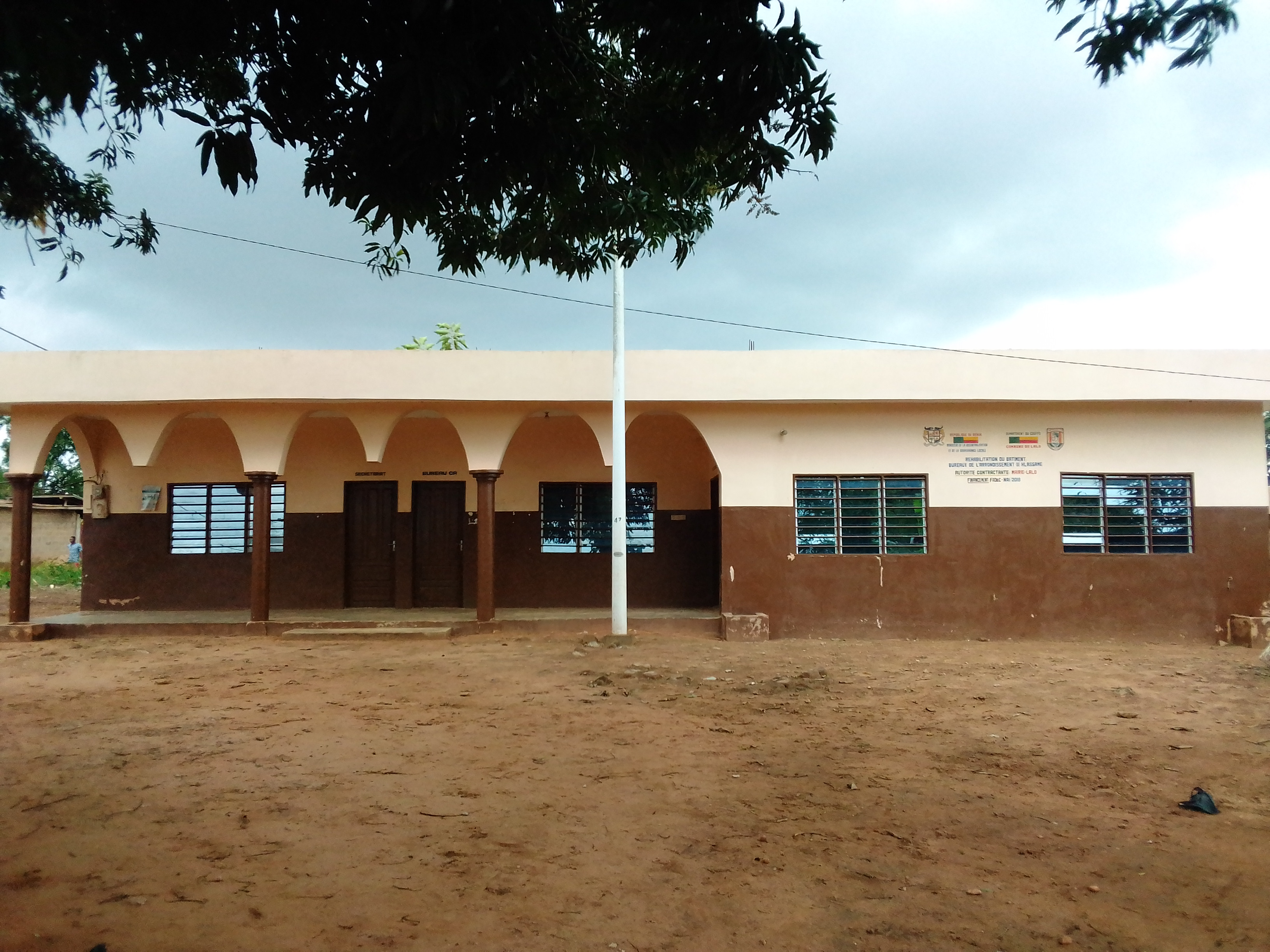
Arrondissementsgebouw Hlassamè